# Ona Huczkowski
Ona Serafiina Huczkowski (* 6. Februar 2002 in Barcelona) ist eine finnische Schauspielerin.

## Leben und Karriere
Huczkowski wurde in Barcelona als erstes Kind einer Künstlerfamilie geboren und zog im Alter von vier Jahren nach Finnland. Ihr Debüt gab sie 2020 in dem Film Eden. Anschließend war sie 2021 in Karkurit zu sehen. 2022 wurde sie die Serie Mieheni vaimo gecastet.
Ihre erste Hauptrolle bekam Huczkowski 2023 in dem Film Hirttämättömät. Im selben Jahr spielte sie in der Serie Eroja ja sovintoja die Hauptrolle. Neben Finnisch und Englisch spricht sie auch noch Spanisch.

## Filmografie
Filme
- 2020: Eden
- 2023: Hirttämättömät

Serien
- 2021: Karkurit
- 2022: Mieheni vaimo
- 2023: Eroja ja sovintoja